# 以无旁骛之吻
《以无旁骛之吻》是中国大陆男歌手周深为古装剧《斛珠夫人》演唱的片尾曲。2021年11月9日作为数字单曲发布，后收录于录音室专辑《斛珠夫人 电视剧原声专辑》。此曲获得流行音乐风向榜周榜冠军、QQ音乐飙升榜日榜冠军，酷狗音乐飙升榜日榜冠军、新歌榜日榜冠军，酷我音乐飙升榜日榜冠军、新歌榜日榜冠军及影视金曲榜日榜冠军。并获得2021年11月腾讯音乐由你榜月度剧集OST最高分。

## 背景和风格
《斛珠夫人》是2021年一部古装剧，周深演唱的《以无旁骛之吻》是其片尾曲。歌曲于2021年11月9日在音乐平台作为单曲发布，11月18日收录于专辑《斛珠夫人 电视剧原声专辑》。
歌曲旋律婉转悠扬，周深以他经典的空灵音色演唱这首颇具古意的歌，声音清澈飘渺，唱出了爱的执著与坚强。

## 创作者
以下内容整理自QQ音乐：
- 演唱：周深
- 词Lyricist：段思思
- 曲Composer：谭旋
- 编曲Arranger：雷立
- 制作人Producer：谭旋
- 吉他Guitarist：崔磊
- 贝斯Bass Player：崔磊
- 弦乐Strings：国际首席爱乐乐团
- 和声Background Vocalist：周深
- 录音/配唱Recording Engineer/BGV：徐威@52Hz Studio（Shanghai)
- 混音/母带Mixing&Master Engineer：赵靖BIG.J@SBMS Beijing
- 制作发行Produce Company：上海希瓜音乐制作有限公司
- 特别鸣谢：周深工作室

## 排行榜
若无特殊标注，以下内容来自周深_村头大喇叭搜集的各APP排行榜截图。
| 歌曲名称              | 排行榜 （2021年）               | 种类   | 最高排名 |
| --------------------- | ------------------------------- | ------ | -------- |
| 《以无旁骛之吻》 周深 | 腾讯音乐由你榜月度剧集OST最高分 | 月份榜 | 1        |
| 《以无旁骛之吻》 周深 | 流行音乐风向榜                  | 周榜   | 1        |
| 《以无旁骛之吻》 周深 | QQ音乐飙升榜                    | 日榜   | 1        |
| 《以无旁骛之吻》 周深 | 酷狗音乐飙升榜                  | 日榜   | 1        |
| 《以无旁骛之吻》 周深 | 酷狗音乐新歌榜                  | 日榜   | 1        |
| 《以无旁骛之吻》 周深 | 酷我音乐飙升榜                  | 日榜   | 1        |
| 《以无旁骛之吻》 周深 | 酷我音乐新歌榜                  | 日榜   | 1        |
| 《以无旁骛之吻》 周深 | 酷我音乐影视金曲榜              | 日榜   | 1        |
| 《以无旁骛之吻》 周深 | QQ音乐国风热歌榜                | 周榜   | 2        |
| 《以无旁骛之吻》 周深 | QQ音乐影视金曲榜                | 周榜   | 2        |
| 《以无旁骛之吻》 周深 | 酷狗音乐影视金曲榜              | 日榜   | 2        |
| 《以无旁骛之吻》 周深 | 酷我音乐华语榜                  | 日榜   | 3        |
| 《以无旁骛之吻》 周深 | 腾讯音乐榜                      | 日榜   | 3        |
| 《以无旁骛之吻》 周深 | 腾讯音乐由你榜                  | 周榜   | 4        |
| 《以无旁骛之吻》 周深 | QQ音乐内地榜                    | 周榜   | 4        |
| 《以无旁骛之吻》 周深 | QQ音乐MV榜                      | 日榜   | 6        |
| 《以无旁骛之吻》 周深 | QQ音乐流行指数榜                | 日榜   | 8        |
| 《以无旁骛之吻》 周深 | QQ音乐新歌榜                    | 日榜   | 11       |
| 《以无旁骛之吻》 周深 | 亚洲新歌榜                      | 周榜   | 12       |
| 《以无旁骛之吻》 周深 | 马来西亚KKBOX華語新歌           | 週榜   | 14       |
| 《以无旁骛之吻》 周深 | 亚洲新歌榜                      | 月份榜 | 17       |
| 《以无旁骛之吻》 周深 | QQ音乐大学生音乐榜              | 周榜   | 20       |